# Вилијам Хирд Килпатрик
Вилијам Хирд Килпатрик (Вајт Плејнс, 20. новембар 1871 — 13. фебруар 1965) био је амерички педагог и учитељ, колега и наследник Џона Дјуија. Био је главна личност прогресивног образовног покрета почетком 20. века.

## Биографија
Килпатрик је рођен у Вајт Плејнсу у Џорџији. Патријархално је васпитан и студирао је на Универзитету у Мејкону и Универзитету Џонс Хопкинс. Касније је предавао математику у средњој школи и на Универзитету у Мејкону. Упознао је Џона Дјуија 1898. године. Килпатрик је одлучио да филозофију образовања учини својом специјалношћу и окупира све курсеве од стране Дјуија. Из овога је развијена сарадња која је трајала до Дјуиеве смрти 1952. године.
Први наставни посао добио је на Блакели Институту, комбинованој Основној и Средњој школи у југозападној Џорџији. Затим је поново студирао на Универзитету Џон Хопкинс и касније је предавао и био начелник Основне школе Андерсон у Савани. Такође је предавао математику на Универзитету у Мејкону, био је потпредседник и вршилац дужности председника али је убрзо поднео оставку.
Оженио је Мери Беман 27. децембра 1898. године и са њом је имао троје деце. Мери је умрла маја 1907. и он је затим оженио Маргарет Маниголт 26. новембра 1908. Године 1938. је умрла и Маргарет, тако да се одлучио оженити по трећи пут. Његова трећа жена била је Марион Острандер са којом се венчао 8. маја 1940. године. Марион је такође била његова секретарица.
Килпатрик је имао неколико критичара, али много више љубитеља и следбеника. Био је водећи адвокат прогресивног образовања. Умро је након дугог боловања у 93. години живота, 13. фебруара 1965. године у Њујорку.

## Педагошки погледи
Сматрао је да је важно да наставник разуме свако дете и да му онда може дати признање за добре ствари у њему и тако да спроведе своју класу да свако дете има прилику да покаже шта уме и шта воли да ради. Према деци је поступао са великом љубављу и никада није користио грубост у васпитању.
Васпитавао их је тако да су она из тога могла да добију нешто, да извуку поуку и да виде да ли себе проналазе у томе. Веровао је деци. Позивао се на оно боље у њима. Поштовао их је као особе и третирао као особе. Позивао се на оно боље у деци и дао им могућност да се понашају боље, а затим је дао признање и одобрење за такво понашање.

### Прогресивни образовни покрет
Овај покрет одликовала је неформална настава са флексибилним распоредом часова. Према овој концепцији, у развоју детета треба инсистирати на самосталности, а у учењу на пријатној атмосфери и другарским односима учитеља и ученика, што је услов да се код деце јави већа активност, иницијатива и интересовање.
У школама су се изучавали следећи садржаји:
- Драматизација
- Цртање
- Моделовање
- Плетење
- Фолклорне активности
- Певање

Читању и писању се пажња поклањала тек од десете године, што значи да се највише радило на развоју фантазија, а не на усвајању знања.
Основни принципи прогресивног васпитања усвојени су 1924. године и односе се на следеће:
- дете мора да се потпуно слободно и природно развија
- дечија интересовања треба ставити у центар васпитне делатности
- учитељ треба да упућује дете на решавање конкретних проблема из живота за које ученици покажу интересовање, а не помоћу усвајања готових садржаја
- стицање знања треба да је резултат активности детета
- рад у школи мора да се темељи на сарадњи а не на такмичењу
- наставникова улога није да преноси готова знања, већ да ученике упућује у решавање проблемских ситуација и задатака.[2][3][4]